# Jack Benny
Jack Benny (14 februari 1894 - 26 december 1974) was een Amerikaans acteur, komiek en radiomaker.

## Levensloop en carrière
Benny begon als vaudevilleacteur. Tussen 1932 en 1974 werkte hij voor de radio en bouwde tegelijkertijd een acteercarrière op. In 1937 speelde hij in Artists and Models en in 1942 in To Be or Not To Be naast Carole Lombard. Hij bleef tot op hoge leeftijd acteren. In 1974 werd hij gekozen voor een rol in The Sunshine Boys. Hij werd echter ziek en werd vervangen door George Burns, die voor de rol een Oscar won. 
Benny was gehuwd met Mary Livingstone (1906-1983). Hij overleed in 1974 op 80-jarige leeftijd.